# Франция на «Евровидении-1978»
Франция принимала участие в конкурсе песни «Евровидение-1978», проходившем в Париже, в качестве принимающей страны, 22 апреля 1978 года. Страну на конкурсе представил Жоэль Превост с песней «Il y aura toujours des violons», выступивший под номером шесть.

## Национальный отбор

### Подготовка
Французская телекомпания «TF1» приняла решение снова провести национальный отбор, состоявший из двух полуфиналов и финала.

### Полуфиналы
В каждом полуфинале исполнялось семь песен. В финал проходили песни, занявшие первые три места. Французская звезда Ноэль Кордье, представившая Францию на конкурсе песни «Евровидение-1967», приняла участие в национальном отборе.

### Первый полуфинал
| Первый полуфинал — 12 марта 1978 | Первый полуфинал — 12 марта 1978 | Первый полуфинал — 12 марта 1978 | Первый полуфинал — 12 марта 1978 | Первый полуфинал — 12 марта 1978 |
| №                                | Исполнитель                      | Песня                            | Телеголосование                  | Место                            |
| -------------------------------- | -------------------------------- | -------------------------------- | -------------------------------- | -------------------------------- |
| 1                                | Мари Азаро                       | «Sans lui»                       | 4725                             | 4                                |
| 2                                | Жан-Франсуа Доль                 | «T’as l’air»                     | 4325                             | 5                                |
| 3                                | Жоэль Превост                    | «Il y aura toujours des violons» | 6511                             | 2                                |
| 4                                | «Alphabet»                       | «Pour un train qui part»         | 3986                             | 6                                |
| 5                                | Ноэль Кордье                     | «Tombe l’eau»                    | 4932                             | 3                                |
| 6                                | Патрик Лемат                     | «Seul»                           | 3646                             | 7                                |
| 7                                | Жан-Поль Кара                    | «Alors prends le soleil»         | 7528                             | 1                                |

### Второй полуфинал
| Второй полуфинал — 19 марта 1978 | Второй полуфинал — 19 марта 1978 | Второй полуфинал — 19 марта 1978   | Второй полуфинал — 19 марта 1978 | Второй полуфинал — 19 марта 1978 |
| №                                | Исполнитель                      | Песня                              | Телеголосование                  | Место                            |
| -------------------------------- | -------------------------------- | ---------------------------------- | -------------------------------- | -------------------------------- |
| 1                                | Кристиан Вилле                   | «Joue ta musique»                  | 5158                             | 4                                |
| 2                                | Жан-Пьер Савель                  | «C'était pour toi»                 | 4579                             | 5                                |
| 3                                | Виолетт Виаль                    | «Je te promets de revenir»         | 6346                             | 2                                |
| 4                                | Мальвина                         | «Au revoir et peut-être à bientôt» | 5589                             | 3                                |
| 5                                | Ирвин и Индира                   | «Laisse pleurer les rivières»      | 8445                             | 1                                |
| 6                                | Кэролин Грант                    | «Ne m’oublie pas»                  | 4173                             | 6                                |
| 7                                | Лилиан Дэвис                     | «Dessine pour moi»                 | 3881                             | 7                                |

### Финал
Финал состоялся 26 марта 1978 года, ведущей которого стала Эвелин Леклерк. Ходили слухи, что песня «Laisse pleurer les rivières» в исполнении Ирвина и Индиры считалась фаворитом французской телекомпании «TF1», но дуэт потерпел крупное поражение, когда победителем стал Жоэль Превост с песней «Il y aura toujours des violons».
| Финал — 26 марта 1978 | Финал — 26 марта 1978 | Финал — 26 марта 1978              | Финал — 26 марта 1978 | Финал — 26 марта 1978 |
| №                     | Исполнитель           | Песня                              | Телеголосование       | Место                 |
| --------------------- | --------------------- | ---------------------------------- | --------------------- | --------------------- |
| 1                     | Ирвин и Индира        | «Laisse pleurer les rivières»      | 8915                  | 2                     |
| 2                     | Мальвина              | «Au revoir et peut-être à bientôt» | 2000                  | 6                     |
| 3                     | Виолетт Виаль         | «Je te promets de revenir»         | 2621                  | 5                     |
| 4                     | Жан-Поль Кара         | «Alors prends le soleil»           | 4896                  | 3                     |
| 5                     | Жоэль Превост         | «Il y aura toujours des violons»   | 13791                 | 1                     |
| 6                     | Ноэль Кордье          | «Tombe l’eau»                      | 2870                  | 4                     |

## Евровидение
На конкурсе песни «Евровидение-1978» Превост выступил 6-м (после представителей Португалии и перед представителем Испании). Композиция «Il y aura toujours des violons» является традиционной балладой с запоминающейся мелодией.
В конце голосования композиция получила 119 баллов, заняв третье место.